# Vanguarda feminista
Vanguarda feminista. Arte dos anos 70 da Sammlung Verbund é uma série de exposições internacionais e uma publicação abrangente da crítica de arte austríaca Gabriele Schor sobre arte feminista da segunda metade do século XX. 

## O conceito "vanguarda feminista"
O movimento artístico feminista da segunda metade do século XX ainda não foi contado entre as "vanguardas" do pós-guerra na história da arte estabelecida, como a Pop Art, Fluxus ou o Acionismo Vienense , segundo Gabriele Schor, Lawrence Alloway, que escreveu em 1976 no seu artigo Womens' Art in the '70s, ocupou uma posição excecional: "O movimento feminino na arte pode ser descrito como vanguardista, uma vez que as suas protagonistas estão unidas no seu impulso para mudar a ordem social existente no mundo da arte"..“
Ainda nos anos 90, a arte feminista dos anos 70 foi por vezes ridicularizada como uma "queixa de dona de casa". Só mais tarde lhe foi atribuído um lugar na história da arte.
A exposição WACK! Art and Feminist Revolution, de 2007, foi a primeira documentação abrangente da ligação entre arte e feminismo, com 120 mulheres artistas internacionais, e foi realizada em locais de renome como o Museu de Arte Contemporânea em Los Angeles e o Museu de Arte Moderna. Um crítico do New York Times escreveu: "Curadores e críticos têm cada vez mais reconhecido que o feminismo tem sido a força mais influente na arte do final do século XX e início do século XXI. Quase não há obras novas que não sejam influenciadas por isto [...]"[…]” Embora a sua realização histórica como pioneira da arte seja indiscutível, não há menção à arte feminista sob a palavra-chave "vanguarda" em enciclopédias conceituadas de língua alemã, como as da editora Metzler. 
Com o conceito "vanguarda feminista", que deu o título à exposição, Schor associa a pretensão de destacar as conquistas pioneiras das artistas feministas dos anos 70, bem como de expandir o cânone masculino de "vanguarda" e de o ancorar na história da arte..

## Características da arte feminista da década de 1970
Os temas centrais das artistas feministas na Europa e em ambos os continentes americanos foram: visão crítica da situação familiar, social e política das mulheres, autorretratos das mulheres, libertação do corpo feminino da idealização estética, expansão da dimensão do privado para o público. As artistas feministas podem ser consideradas como pioneiras da expressão artística e da reflexão visual sobre estes temas. A arte feminista dos anos 70 desconstruiu os séculos - se não milénios - da imagem da mulher formulada quase exclusivamente por homens e criou novas representações da mulher nas artes visuais. As artistas feministas agiram de acordo com o lema do movimento feminino do mesmo período: O supostamente privado e pessoal torna-se público e é politicamente relevante. .
As artistas feministas utilizaram principalmente novas mídias como fotografia, filme e vídeo, assim como instalações (arte), ações e performances. Estes meios pareciam menos influenciados pela história da arte dominada pelos homens do que a pintura e a escultura. Numa altura em que a fotografia – e ainda mais o vídeo – ainda não eram geralmente reconhecidos como formas de arte, estes meios permitiram às mulheres artistas expressarem-se independentemente da tradição histórica da arte. Com os novos meios de comunicação, conseguiram traduzir mais rapidamente e de forma mais contemporânea os seus temas sociais atuais, como as políticas corporais e os papéis de género, em obras artísticas..

## Série de exposições
As exposições incluem mais de 600 obras de artistas da Europa Ocidental, Europa de Leste, América do Norte, América Latina, afro-americanas e asiáticas nascidas entre 1915 e 1958. A compilação dos trabalhos baseia-se no trabalho de investigação de Gabriele Schor para a Sammlung Verbund em Viena, que foi fundada em 2004. 
Para além das obras e fotografias de ações de mulheres artistas de renome, a série de exposições mostra também obras de mulheres artistas conhecidas e desconhecidas que foram esquecidas durante décadas. A exposição foi apresentada pela primeira vez em 2010 na Galleria Nazionale d'Arte Moderna, em Roma. A exposição percorreu Madrid, Bruxelas, Halmstad (Suécia), Hamburgo, Londres, Viena, Karlsruhe, Stavanger (Noruega), Brno e Barcelona. .
Muitas das obras expostas têm por objetivo eliminar os papéis atribuídos às mulheres, transcendendo-os. As artistas feministas consideravam os papéis tradicionais como dona de casa, esposa e mãe como sendo restritivos, tornando-as objetos ou mesmo vítimas de condições sociais patriarcais. Será mesmo? 
Através da sua arte e das suas ações quiseram alcançar uma maior autonomia, criando novas representações das próprias mulheres e vivendo também a sua sexualidade de forma mais livre. Na sua arte, as artistas participantes usavam atos quotidianos de trabalho doméstico, vida familiar, maternidade e "tornar-se bela (para o marido)" para se distanciarem e se libertarem deles, para crescerem para além deles, para reinterpretarem as atividades e brincarem com eles. Algumas artistas femininas recorreram a imagens drásticas para a sua rebelião contra a redução do papel da mulher para o de dona de casa e mãe: Birgit Jürgenssen pendurou um avental de cozinha em forma de forno em 1975; Renate Eisenegger engomou um corredor; Karin Mack deitou-se numa tábua de engomar; Annegret Soltau envolveu-se numa espécie de casulo com fios, outras artistas em casulos com cordas. Seja com alfinetes de roupa ou fita adesiva – alguns artistas praticavam bondage com objetos do quotidiano até causar dor. .
A arte feminista dos anos 70 foi a primeira a abordar de forma abrangente o erotismo feminino da perspectiva da mulher – muitas vezes muito distante do conceito padronizado de beleza, ou a contrariá-lo conscientemente. Algumas artistas (incluindo Penny Slinger, Renate Bertlmann, VALIE EXPORT) criaram encenações originais, algumas humorísticas, alegres, algumas (auto)agressivas do seus corpos e vulvas. O "Dinner Party" de Judy Chicago mostrava uma mesa repleta de símbolos de vulva sob a forma de relevos de cerâmica pintada ou símbolos pintados em pratos. Em 1972, como uma rebelião contra a compulsão de ser bela, Ana Mendieta pressionou o seu rosto contra um vidro para o desfigurar, esmagando-o. Alguns anos mais tarde, Katalin Ladik fez o mesmo na Jugoslávia (sem conhecer o trabalho de Ana Mendieta). 
Outras artistas tomaram como ponto de referência estatuetas e pinturas alegóricas. Estas figuras femininas, criadas por homens durante séculos, ou eram belas alegorias para, por exemplo, "justiça" ou "sabedoria", ou representavam santas ou deusas. Nas suas performances em vídeo, Ulrike Rosenbach interagiu com a pintura de Botticelli O Nascimento de Vénus, entre outras, através de sobreposições de imagens. Em "Glauben Sie nicht, dass ich eine Amazone bin" (Não acreditem que sou uma amazona), Rosenbach aparece a disparar setas contra uma reprodução da Virgem no caramanchão de rosas de Stefan Lochner, ou seja, contra si mesma, uma vez que o seu rosto é projetado sobre o da virgem. Desta forma, a imagem de Maria pura e assexuada foi misturada com a de uma amazona, com a qual a artista pretendia desconstruir os clichés de ambas as representações da mulher. A fotógrafa Cindy Sherman levou particularmente longe a interpretação de papéis com estereótipos tradicionais de mulheres.
Além disso, as artistas feministas incorporaram pela primeira vez uma ideia central do pós-estruturalismo francês nas suas obras, que foram criadas nos anos 70: questionaram o conceito ocidental do sujeito, que imaginava um ser humano (especialmente um homem branco, heterossexual) como um ser uniforme, autoconsciente e com uma identidade clara. Assim, as obras e ações feministas não só criticaram a imagem da mulher como sendo determinada pelos homens, mas conceberam a subjetividade humana como fundamentalmente mais permeável e mutável. Típica da arte feminista dos anos 70, por exemplo, foi a irónica apropriação e exibição de poses "masculinas", machistas – por meio de corpos próprios, femininos, parcialmente expostos. Ao fazê-lo, transgrediram as noções estritamente divididas de indivíduo e sociedade..

## Temas
A exposição está dividida em cinco temas:  
- Esposa, dona de casa e mãe
- Opressão – Libertação
- O dever de ser bela e o corpo
- Sexualidade feminina
- Desempenho de papéis

## Locais
- DONNA. Avanguardia femminista negli anni '70, Galleria Nazionale d’Arte Moderna, Roma, Itália, 19 de fevereiro – 16 de maio de 2010[14]
- MUJER. La vanguardia feminista de los anos 70, PHotoEspana, Círculo de Bellas Artes, Madrid, Espanha, 3 de junho – 1 de setembro de 2013[15]
- WOMAN. The Feminist Avant-garde from the 1970s. Works from the SAMMLUNG VERBUND collection, Vienna. Palácio de Belas Artes de Bruxelas, Bélgica, 18 de junho – 31 de agosto de 2014[16]
- Woman - Internationellt feministiskt avantgarde från 1970-talet Works. Foto & video från SAMMLUNG VERBUND. Mjellby konstmuseum – Halmstadgruppens museum, Halmstad, Suécia, 20 de setembro de 2014 – 11 de janeiro de 2015[17]
- Feministische Avantgarde der 1970er-Jahre. Werke aus der SAMMLUNG VERBUND,Wien. Hamburger Kunsthalle, Hamburgo, Alemanha, 13 de março – 31 de maio de 2015[18]
- Feminist Avant-Garde of the 1970s. Works from the SAMMLUNG VERBUND Collection, Vienna, The Photographers’ Gallery, Londres, Reino Unido, 6 de outubro de 2016 – 8 de janeiro de 2017[19]
- WOMAN. Feministische Avantgarde der 1970er-Jahre. Werke aus der SAMMLUNG VERBUND, Wien, Museum Moderner Kunst Stiftung Ludwig Wien, Áustria, 4 de maio – 10 de setembro de 2017[20][21][22]
- Feministische Avantgarde der 1970er Jahre aus der Sammlung Verbund, Wien, ZKM Zentrum für Kunst und Medien, Karlsruhe, Alemanha, 18 de novembro de 2017 – 1 de abril de 2018.</ref>[23][24]
- WOMAN. The Feminist Avant-Garde of the 1970s. Works from the SAMMLUNG VERBUND collection, Vienna, MUST Stavanger Art Museum, Stavanger, Noruega, 15 de junho – 14 de outubro de 2018[25][26]
- Feminist Avant-garde / Art of the 1970s, SAMMLUNG VERBUND Collection, Vienna, Dům umění města Brna (Casa da Cultura de Brno), República Checa, 12 de dezembro de 2018 – 24 de fevereiro de 2019[27]
- FEMINISMS! CCCB – Centre de Cultura Contemporània de Barcelona, Espanha, 19 de julho – 6 de janeiro de 2020..[28][29]

## 80 artistas participantes
- Helena Almeida (* 1934–2018)
- Emma Amos (* 1973)
- Sonia Andrade (* 1935)
- Eleanor Antin (* 1935)
- Anneke Barger (* 1939)
- Lynda Benglis (* 1941)
- Judith Bernstein (* 1942)
- Renate Bertlmann (* 1943)
- Tomaso Binga (* 1931)
- Dara Birnbaum (* 1946)
- Teresa Burga (* 1935)
- Marcella Campagnano (* 1941)
- Elizabeth Catlett (1915–2012)
- Judy Chicago (* 1939)
- Linda Christanell (* 1939)
- Veronika Dreier (* 1954)
- Orshi Drozdik (* 1946)
- Lili Dujourie (* 1941)
- Mary Beth Edelson (* 1933)
- Renate Eisenegger (* 1949)
- Rose English (* 1950)
- VALIE EXPORT (* 1940)
- Gerda Fassel (* 1941)
- Esther Ferrer (* 1937)
- Marisa Gonzalez (* 1945)
- Eulàlia Grau (* 1946)
- Barbara Hammer (1939–2019)
- Margaret Harrison (* 1940)
- Lynn Hershman Leeson (* 1941)
- Alexis Hunter (1948–2014)
- Mako Idemitsu (* 1940)
- Sanja Iveković (* 1949)
- Birgit Jürgenssen (1949–2003)
- Kirsten Justesen (* 1943)
- Auguste Kronheim (* 1937)
- Ketty La Rocca (1938–1976)
- Leslie Labowitz (* 1946)
- Suzanne Lacy (* 1945)
- Katalin Ladik (* 1942)
- Suzy Lake (* 1947)
- Brigitte Lang (* 1953)
- Natalia LL (* 1937)
- Lea Lublin (1929–1999)
- Karin Mack (* 1940)
- Dindga McCannon (* 1947)
- Ana Mendieta (1948–1985)
- Anita Münz (* 1957)
- Rita Myers (* 1947)
- Senga Nengudi (* 1943)
- Lorraine O’Grady (* 1934)
- ORLAN (* 1944)
- Florentina Pakosta (* 1933)
- Gina Pane (1939–1990)
- Letítia Parente (1930–1991)
- Ewa Partum (* 1945)
- Friederike Pezold (* 1945)
- Margot Pilz (* 1936)
- Howardena Pindell (* 1943)
- Ingeborg G. Pluhar (* 1944)
- Lotte Profohs (1934–2012)
- Angels Ribé (* 1943)
- Ulrike Rosenbach (* 1943)
- Martha Rosler (* 1943)
- Brigitte Aloise Roth (1951–2018)
- Suzanne Santoro (* 1946)
- Carolee Schneemann (1939–2019)
- Lydia Schouten (* 1955)
- Elaine Shemilt (* 1954)
- Cindy Sherman (* 1954)
- Penny Slinger (* 1947)
- Annegret Soltau (* 1946)
- Anita Steckel (1930–2012)
- Gabriele Stötzer (* 1953)
- Betty Tompkins (* 1945)
- Regina Vater (* 1943)
- Marianne Wex (* 1937)
- Hannah Wilke (1940–1993)
- Martha Wilson (* 1947)
- Francesca Woodman (1958–1981)
- Nil Yalter (* 1938)

## Publicação
- Gabriele Schor (ed.) Avantguardia Feminista Negli Anni '70, dalla Sammlung Verbund di Vienna. Electa, Rom 2010, ISBN 978-88-370-7414-2
- Gabriele Schor (ed.): Vanguarda feminista. A arte dos anos 70. Obras da Sammlung Verbund, Viena. (Acompanha a exposição.) Edição alargada. Prestel, München 2016, ISBN 978-3-7913-5627-3. O livro, publicado em alemão e inglês, inclui textos e imagens de todas as artistas participantes na exposição e quatro artigos de análise de Gabriele Schor, Mechtild Widrich, Merle Radtke e Brigitte Borchhardt-Birbaumer.
- No verão de 2020, será publicada uma edição alargada do livro em inglês: Feminist Avant-Garde. Art of the 1970s in the VERBUND COLLECTION, Vienna, capa dura, 672 páginas, 23 × 28 cm, 200 ilustrações a cores, 500 ilustrações a preto e branco. ISBN 978-3-7913-5971-7[30]

## Distinções
- Vienna Art Award 2013[30]
- ACCA Award (L’Associació Catalana de Crítics d’Art Award), Barcelona 2019[31]

## Ligações Web
- Sammlung Verbund